# 小行星9396
小行星9396（英語：9396 Yamaneakisato）是一颗围绕太阳公转的小行星。1994年8月17日，小林隆男在大泉天文台发现了此天体。
这颗小行星的绝对星等为332.2483594916084等。